# Jeff Pinkner
Jeff Pinkner (16 novembre 1964) è uno sceneggiatore, produttore televisivo e produttore cinematografico statunitense.

## Biografia
Pinkner è cresciuto nei sobborghi di Baltimora, Maryland, diplomandosi nel 1983 alla Pikesville High School. Ha effettuato i suoi studi universitari presso la Northwestern University. Egli divenne noto per il suo lavoro di sceneggiatore e produttore esecutivo per la serie televisive Alias e Lost. Dal 2008 al 2012 ha lavorato per la serie televisiva Fringe, come showrunner, sceneggiatore e produttore esecutivo assieme a J. H. Wyman. Al termine della quarta stagione, Pinkner lascia la serie. Nel 2015 è uno dei co-creatori della serie Zoo.
Per il cinema, ha partecipato alla stesura di sceneggiature di film The Amazing Spider-Man 2 - Il potere di Electro (2014), La quinta onda (2016) e La torre nera (2017).

## Filmografia

### Sceneggiatore

#### Cinema
- The Amazing Spider-Man 2 - Il potere di Electro (The Amazing Spider-Man 2), regia di Marc Webb (2014)
- La quinta onda (The 5th Wave), regia di J Blakeson (2016)
- La torre nera (The Dark Tower), regia di Nikolaj Arcel (2017)
- Jumanji - Benvenuti nella giungla (Jumanji: Welcome to the Jungle), regia di Jake Kasdan (2017)
- Venom, regia di Ruben Fleischer (2018)
- Jumanji: The Next Level, regia di Jake Kasdan (2019)

#### Televisione
- Ally McBeal – serie TV, 1 episodio (1998)
- Profiler - Intuizioni mortali – serie TV, 3 episodi (1998-2000)
- Ultime dal cielo – serie TV, 3 episodi (1999-2000)
- The $treet – serie TV, 2 episodi (2000)
- Alias – serie TV, 12 episodi (2001-2006)
- Lost – serie TV, 4 episodi (2006-2007)
- Fringe – serie TV, 22 episodi (2008-2012)
- Zoo – serie TV, (2015-2017)

### Produttore

#### Cinema
- La torre nera (The Dark Tower), regia di Nikolaj Arcel (2017)

#### Televisione
- The $treet – serie TV, 5 episodi (2000)
- Alias – serie TV, 105 episodi (2001-2006)
- Lost – serie TV, 22 episodi (2006-2007)
- October Road – serie TV, 13 episodi (2007-2008)
- Fringe – serie TV, 86 episodi (2008-2012)
- Zoo – serie TV, (2015-2017)
- Citadel – serie TV (2023-in corso)
- Citadel: Diana – serie TV (2024)
- Citadel: Honey Bunny – serie TV (2024)